# Joe Hardy (político)
Joseph Paul Hardy (nacido el 15 de mayo de 1949) es un exmiembro republicano del Senado de Nevada, representando el Distrito 12. Hardy fue elegido por primera vez para el Senado en 2010 cuando, antes de la redistribución de distritos y un cambio en la nomenclatura de los distritos, representaba el Condado de Clark Número 12. Su distrito representa áreas rurales del sureste del Condado de Clark incluyendo las comunidades de Boulder City, Laughlin, Searchlight, Henderson, Overton, Bunkerville, Mesquite, así como la Nellis Air Force Base, Lake Mead, y el Valley of Fire State Park. Hardy representó anteriormente el Distrito 20 del Condado de Clark desde 2002 hasta 2010.
Realizó una misión de la Iglesia de Jesucristo de los Santos de los Últimos Días en Francia. Hardy es actualmente Profesor Asociado y Médico de Planta en el Departamento de Atención Primaria en el Touro University Nevada College of Osteopathic Medicine.